# De principiis naturae
Il trattato De principiis naturae è un'opera filosofica in lingua latina che fu scritta da Tommaso d'Aquino nel 1255, durante il suo primo periodo di insegnamento all'Università di Parigi.
Secondo lo stesso testo, fu scritto per Frate Silvestre nel Convento domenicano di san Giacomo a Parigi. 

## Obiettivo
L'obiettivo dell'opera è quello di presentare le nozioni di potenza e atto, materia e forma, nonché privazione come principi primi della filosofia. Vi è un costante riferimento ad Aristotele, letto con la mediazione di una traduzione araba.

## Contributi
L'opuscolo è composto da sei capitoli. 
(Tommaso d'Aquino, De principiis naturae, cap. 4)
Questo testo, nel suo carattere introduttivo, è considerato superato dalle maggiori opere dell'Aquinate. Tuttavia, si può notare come il suo contenuto indichi già uno degli elementi fondamentali della metafisica tomista: il rapporto tra forma e atto d'essere.